# 富谷バイパス
富谷バイパス（とみやバイパス）は、宮城県富谷市内の国道4号・国道47号のバイパス道路である。

## 概要
- 起点：宮城県富谷市富谷仏所（富谷市役所入口）
- 終点：宮城県富谷市三の関
- 全長：1.2km
- 車線：4車線

なお、宮城県庁では、富谷バイパスは2.8kmであるとしている。

## 沿革
| 現称                   | 通称                   | 経路図        |
| ---------------------- | ---------------------- | ------------- |
| 旧奥州街道（陸羽街道） | 旧奥州街道（陸羽街道） | Google マップ |
| 市道 仏所太子堂中線    | 旧国道4号              | Google マップ |
| 国道4号                | 富谷バイパス           | Google マップ |

東山道や後の東街道は陸奥国府・多賀城（北緯38度18分23.4秒 東経140度59分17.9秒 / 北緯38.306500度 東経140.988306度）や陸奥国分寺（北緯38度15分4.6秒 東経140度54分10.1秒 / 北緯38.251278度 東経140.902806度）などを通るため仙台平野東部を南北に通じていたが、仙台平野西部の河岸段丘に1601年1月28日（慶長5年12月24日）、仙台藩祖・伊達政宗が仙台城（青葉城、北緯38度15分9.2秒 東経140度51分22.4秒）および城下町（北緯38度15分36.9秒 東経140度52分14.5秒 / 北緯38.260250度 東経140.870694度）の建設を開始すると、城下町を通るように付け替えが行われて「奥州街道（松前道）」となっていった。これにより仙台以北もルートが大きく変更され、奥州街道は現・富谷市を通るようになった。すると1618年（元和4年）、小規模な宿場「富谷宿」（富谷新町宿、北緯38度23分55.5秒 東経140度53分9.6秒）が開設され、規模が拡大された1620年（元和6年）に正式な宿場となった。
明治維新により奥州街道は、1873年（明治6年）には河港道路修築規則によって一等道路「陸羽街道」に、1876年（明治9年）には太政官達第60号により一等国道「陸羽街道」に指定された。1885年（明治18年）2月24日の内務省告示第6号により陸羽街道は「国道6号」に指定された。
1920年（大正9年）4月1日の（旧）道路法施行に伴って内務省告示第28号により国道6号（陸羽街道）は「国道4号」に指定され、1952年（昭和27年）12月に「一級国道4号」に、1965年（昭和40年）3月に「一般国道4号」に指定されて現在に至っている。
当地における奥州街道（陸羽街道）は、鳴瀬川水系吉田川の支流である西川が富谷丘陵北部に形成した小規模な谷底平野にある富谷宿を通り、西川にかかる現・御所橋を渡って代官所（北緯38度24分5.4秒 東経140度53分25.7秒 / 北緯38.401500度 東経140.890472度）の北側を通り、富谷丘陵の樹枝状丘陵を越え、おおよそ一関村（現・富谷市ひより台など）と三関村（現・同町三ノ関など）との間の谷あいを抜け、二関村（現・同町ニノ関）などがある吉田川低地帯へ出る。この旧・奥州街道の道筋が当初の国道4号だったが、新道が建設されることになり、旧・富谷宿の北側を迂回して旧・代官所の北側に至り、旧・奥州街道が通る谷あいの東側（三ノ関側）の丘陵上を通って吉田川低地帯に出る道筋となった。さらに1980年（昭和55年）11月から、旧・奥州街道が通る谷あいの西側（一ノ関側）の丘陵に「ひより台団地」が造成され、同団地を縦断する「国道4号富谷バイパス」が合わせて建設され、1984年（昭和59年）12月に開通した。開通時は2車線（片側1車線）だったが、拡幅用地は用意されていた。
富谷バイパスの開通後、以前の国道4号は市道に格下げされて「富谷市道仏所太子堂中線」（総延長：2,186m）になり、富谷バイパスはバイパスの地位から本道となって富谷バイパスは通称となった。
以上のような経緯により、当地における各時代の国道4号は、当初の道筋が「奥州街道」、2番目のそれが「旧国道4号」、現在のそれが「富谷バイパス」と地元で呼ばれている。

### 富谷大和拡幅
国道4号では、泉市七北田字大沢（現・仙台市泉区大沢3丁目）から、富谷市・大和町を経て、大衡村大衡に至る区間（事業区間：Google マップ、事業延長：13.3km）で、総費用494億円をかけて「富谷大和拡幅」と呼ばれる4車線化（片側2車線化）事業が行われている。1972年度（昭和47年度）に事業化され、1976年度（昭和51年度）から工事が着手された。
黒川郡内の区間では、1991年（平成3年）に仙台市と富谷町（当時）との市町境から奥州街道分岐までの4.8kmが完成、1996年（平成8年）に高田橋を含む大和町内区間から大衡村内の国道457号との分岐までの3.2kmが完成、2000年（平成12年）3月に奥州街道分岐から富谷バイパスを経て富谷大橋南詰までの2.0km、および、高田橋南詰から南側の0.4kmが完成、2001年（平成13年）1月に富谷大橋を含む1.0kmが完成、同年9月にそれより北側の0.6kmが完成し、仙台バイパスから国道457号分岐までの国道4号が全線4車線化された。
「富谷大和拡幅」実施区間の国道4号は朝夕のラッシュアワーに渋滞していたが、この4車線化事業によりそれも解消され、新世紀・みやぎ国体（同年10月13日〜10月18日）への悪影響が避けられた。

## 交差する道路
| 交差する道路             | 交差する場所   |
| ------------------------ | -------------- |
| 国道4号 仙台・泉中央方面 |                |
| 県道256号西成田宮床線    | 富谷市富谷仏所 |
|                          | 富谷市三の関   |
| 国道4号 一関・大崎方面   |                |